# Børnevenskabsby Gladsaxe 1967
|  | Denne artikel er oprettet af botten Steenthbot ud fra en ekstern database. Den kan derfor have sproglige fejl eller mangler. Denne skabelon kan fjernes efter kontrol af indholdet. |

Børnevenskabsby Gladsaxe 1967 er en dansk dokumentarfilm fra 1967 instrueret af Per Larsen.

## Handling
Borgmester Erhard Jacobsen taler. Børn fra Gladsaxes venskabsbyer i gang med sløjd, keramik, billiard m.m.. Undervisningsminister Knud Børge Andersen. I svømmehal på Egegård skole, på bådtur på Mølleåen og Lyngby sø. Fest og hjemrejse.